# Ladislau da Guia
Ladislau da Guia (Rio de Janeiro, 27 juni 1906 - aldaar, 31 oktober 1988) was een Braziliaans voetballer.

## Biografie
Ladislau is de broer van Domingos da Guia en de oom van diens zoon Ademir. Hij begon zijn carrière bij Bangu, de zesde club van Rio de Janeiro en speelde er het grootste gedeelte van zijn carrière en is zelfs topschutter aller tijden voor de club met 222 goals. Hij werd in 1930 opgeroepen om aan te treden voor de nationale ploeg op het allereerste WK, maar verkoos om bij Bangu te blijven en zich op de competitie te richten, waarin hij dat jaar topschutter werd. Hij maakte soms passages voor andere clubs, maar meestal niet van lange duur, zo speelde hij in 1937 één wedstrijd voor São Paulo. In 1941 beëindigde hij zijn carrière bij Canto do Rio uit Niterói. 